# Stenhammar, Lidköping

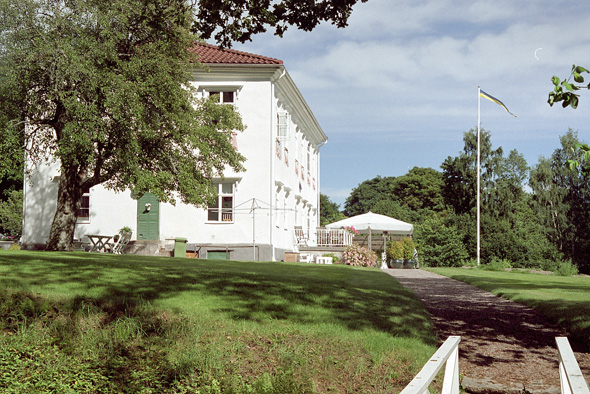
Villa Giacomina

Stenhammar är ett bostadsområde i tätorten Lidköping i Gösslunda socken, Lidköpings kommun.

## Tätorten
1975 avgränsade SCB här en tätort med 217 invånare inom Lidköpings kommun. Vid 1990 års tätortsavgränsning hade tätorten sammanvuxit med tätorten Lidköping. Vid 2010 års tätortsavgränsning ligger Stenhammar fortfarande inom den nordvästra delen av Lidköpings tätort.